# Jean-Yves Leloup
Jean-Yves Leloup (Angers, 1950) è un presbitero, teologo e scrittore francese.
È dottore in filosofia, psicologia e teologia. Scrittore e conferenziere, è autore di oltre cinquanta opere, tra cui un'autobiografia, "L'Absurde et la grâce" pubblicata in Francia nel 1991, non tradotta in italiano.  È stato monaco domenicano, attualmente è prete ortodosso. Attraverso i suoi libri e i suoi seminari, offre approfondimenti dei testi sacri e un approccio alla spiritualità e una riflessione sull'essere, particolarmente originali e moderni. i temi centrali della sua riflessione sono lo studio delle origini del cristianesimo, l'ecumenismo, il dialogo inter-religioso, la pace, affrontati alla luce della sua formazione pluri disciplinare e dell'intensa esperienza personale. È all'origine di diverse iniziative ecumeniche in particolare in Francia e in Brasile. Jean-Yves Leloup è Membro della "Organisation des Traditions Unies", Dottore Honoris Causa all'Università di Colombo, Sri Lanka.

## Biografia
Jean-Yves Leloup, dottore in filosofia, psicologia e teologia, è nato ad Angers, Francia, nel 1950, in una famiglia e in un ambiente ateo. Particolarmente sensibile ai temi della morte e del senso della vita, vive un'adolescenza conflittuale nei confronti della propria famiglia. A vent'anni, nel cuore dell'assurdo, come egli stesso racconta nella sua autobiografia, cerca ancora, come tanti della sua generazione, il senso delle cose in un viaggio in India. Di pellegrinaggio in pellegrinaggio, vive a Istanbul un'esperienza di conversione dopo essere stato trovato privo di sensi nelle strade della città ed essere stato dichiarato clinicamente morto all'ospedale francese. Dopo il risveglio, a Istanbul, la moschea Blu, poi la ex-moschea ed ex-basilica di Santa Sofia sono i luoghi in cui viene colpito profondamente dall'aria che vi respira e in particolare dal mosaico dall'icona del Cristo in Santa Sofia. L'insegnamento della tradizione delle origini gli viene trasmesso al Monte Athos, in Grecia. Al ritorno in Francia, cerca e sue radici occidentali e diviene monaco domenicano nel convento di Tolosa.

### Monaco domenicano
Diventa monaco domenicano, prima a Tolosa, poi alla Sainte Baume. Nel seno di quest'ordine si consacra a una ricerca intellettuale rigorosa. Si interessa in particolare alla rilettura dei Padri della Chiesa e a Meister Eckhart, così come alla traduzione dei vangeli apocrifi di Maria Maddalena, di Filippo, di Tommaso e di Giuda. In seno all'ordine, si forma a Tolosa, Montpellier, Strasburgo, dove svolge il master e il dottorato in Teologia, ma anche negli Stati Uniti, a New York e San Francisco. Le esperienze di accompagnamento come frate domenicano predicatore e il lavoro personale come allievo di Graf Durkheim lo portano a completare gli studi di psicologia e a diventare uno dei pionieri della psicologia transpersonale in Europa. Negli anni '80 Jean-Yves Leloup ha diretto il Centro Internazionale della Sainte Baume, tenendovi tra l'altro numerose conferenze, parte delle quali sono state riunite e pubblicate presso Albin Michel in Francia nel 1995.

### Prete ortodosso
Dopo 15 anni di vita religiosa cattolica torna all'ortodossia che considera il patrimonio comune delle chiese. Diventa prete ortodosso e officia come “Padre Jean Serafino” al Monastero di Saint Michel du Var, in Francia. 
Il suo libro “L'absurde et la grâce”, autobiografia o “frammenti di un cammino” come egli stesso li chiama, è stato paragonato alle Confessioni di Sant’Agostino e al “La montagna dalle sette balze” di Thomas Merton, racconto di avventure e “arte di vivere in tempi di catastrofe”

### Opere e attività
Ha fondato l' "Institut pour la Rencontre et l'Etude des Civilisations" (Istituto per l'Incontro e lo studio delle Civilizzazioni) e il "Collège International des Thérapeutes" (Collegio Internazionale dei Terapeuti).

## Pensiero
L'approccio di Jean-Yves Leloup non è né polemico né dogmatico; è invece attento ai testi delle origini, al senso che trasmettono e soprattutto alle domande essenziali che sollecitano. Restio alle dichiarazioni altisonanti o definitive, invita a pensare piuttosto che dire “cosa si deve pensare”; invita a cogliere le particolarità, a riconoscere la semplicità nel mezzo della complessità. 
Il suo approccio è quello tradizionale di un teologo ortodosso e allo stesso tempo aperto a tutte le tradizioni. La sua pratica è quella dell'interdisciplinarità. Al di là delle sue diverse competenze (teologo, filosofo, terapeuta), si considera innanzitutto un ermeneuta più che un esegeta, nel suo proposito fermo di trovare un Senso laddove altri non vedono che “magia” o avvenimenti oscuri o assurdi. Albert Camus diceva della sua opera che fa "quello che il cristianesimo non ha mai fatto: occuparsi dei dannati”, occuparsi di ciò che è escluso, rigettato, rimosso, “salvare ciò che è perduto”. 
In questo senso, Jean-Yves Leloup ha potuto dire in occasione di una delle sue conferenze all'Università Saint-Jean le Théologien a Rio de Janeiro, in Brasile, che il successo dei Vangeli di Maria Maddalena e di Giuda poteva spiegarsi con un “ritorno del rimosso del cristianesimo”: l'archetipo di Maria Maddalena rappresenta il ritorno del femminile spesso minimizzato o chiaramente rigettato nella storia ecclesiale. L'archetipo di Giuda rappresenta la realtà dell'ombra del male che torna, non per contestare la luce del Cristo ma per interrogare il cristianesimo sulla sorte che riserva ai traditori, ai suicidi, a coloro che rifiutano la sua fede.
Jean-Yves Leloup ricorda continuamente nelle sue riflessioni l'importanza dell'ascolto, di doversi disporre, ognuno, non come soggetti “che sanno” ma come soggetti "che ascoltano”. “Siamo invitati a questo ‘ascolto infinito’ dei testi ma anche dei visi, del mondo, della coscienza e dell'inconscio… all'ascolto infinito di tutto ciò che vive, muore e respira…” (intervista con Karin Andréa de Guise, “Les profondeurs oubliées du christianisme”, Ed. du Relié, 2007). 
Ha fatto, non solo simbolicamente, del riposo e della marcia il suo metodo di lavoro, alternando la riflessione e il viaggio. 
Così, da infaticabile camminatore, analista, specialista di patristica e religioni comparate, tiene conferenze e seminari soprattutto in Francia, Brasile, Canada, ma anche in terra Santa, in Giappone, in India e in altri luoghi in occasione di viaggi e pellegrinaggi.
Ha studiato e fatto riscoprire le origini del cristianesimo. Profondamente legato alla propria tradizione religiosa, milita per un'apertura alle altre spiritualità: al buddismo, l'induismo, l'ebraismo, il sufismo. Riserva un'attenzione particolare alle pratiche del corpo come la meditazione e la preghiera del cuore, all'Esicasmo e al femminile della spiritualità. Si caratterizza per il suo linguaggio moderno, sintetico e accessibile a tutti coloro che siano alla ricerca di senso.

## Opere In italiano
- Il filosofo e lo jihadista. Un attentato alla cappella Sistina, Lemma Press, 2018, ISBN 9788899375355
- Guarire lo spirito Condividi con  Faouzi Skali, Lama Denis Teundroup, La Parola, 2017, ISBN 9788895120485.
- Il vangelo di Maria. Myriam di Magdala. Vangelo copto del II secolo, Servitium, 2000, ISBN 88-8166-136-5
- Il vangelo di Maria. Myriam di Magdala. Vangelo copto del II secolo, Servitium, 2007, ISBN 88-8166-287-6.[4]
- Il vangelo di Maria. Myriam di Magdala, Servitium, 2011, ISBN 88-8166-332-5
- Chi ama quando ti amo? Dall'amore che soffre all'amore che si offre, Servitium, 2007, ISBN 88-8166-272-8
- Il vangelo di Filippo, Appunti di Viaggio, 2010, ISBN 88-87164-47-9
- Il vangelo di Tommaso, Appunti di Viaggio, 2010, ISBN 88-87164-38-X
- La montagna nell'oceano. Meditazione e compassione nel buddismo e nel cristianesimo, Appunti di Viaggio, 2010, ISBN 88-87164-27-4
- Un uomo tradito. Il romanzo di Giuda- Arkeios, 2010, ISBN 88-86495-90-0
- Aver cura dell'essere. Filone e i terapeuti d'Alessandria, Arkeios, 2000, ISBN 88-86495-06-4
- Il sacro abbraccio. Gesù, Maria Maddalena e l'Incarnazione, Arkeios, 2007, ISBN 88-7180-607-7
- Parole dal monte Athos, EDB, 1982, ISBN 88-10-50643-X
- L'Esicasmo che cos'è come lo si vive, Gribaudi, 1992, ISBN 978-88-7152-317-0[5]